# Serge Lutens
Serge Lutens, né le 14 mars 1942 à Lille, est un artiste français, photographe et cinéaste, architecte de la mode et créateur de parfums.

## Biographie

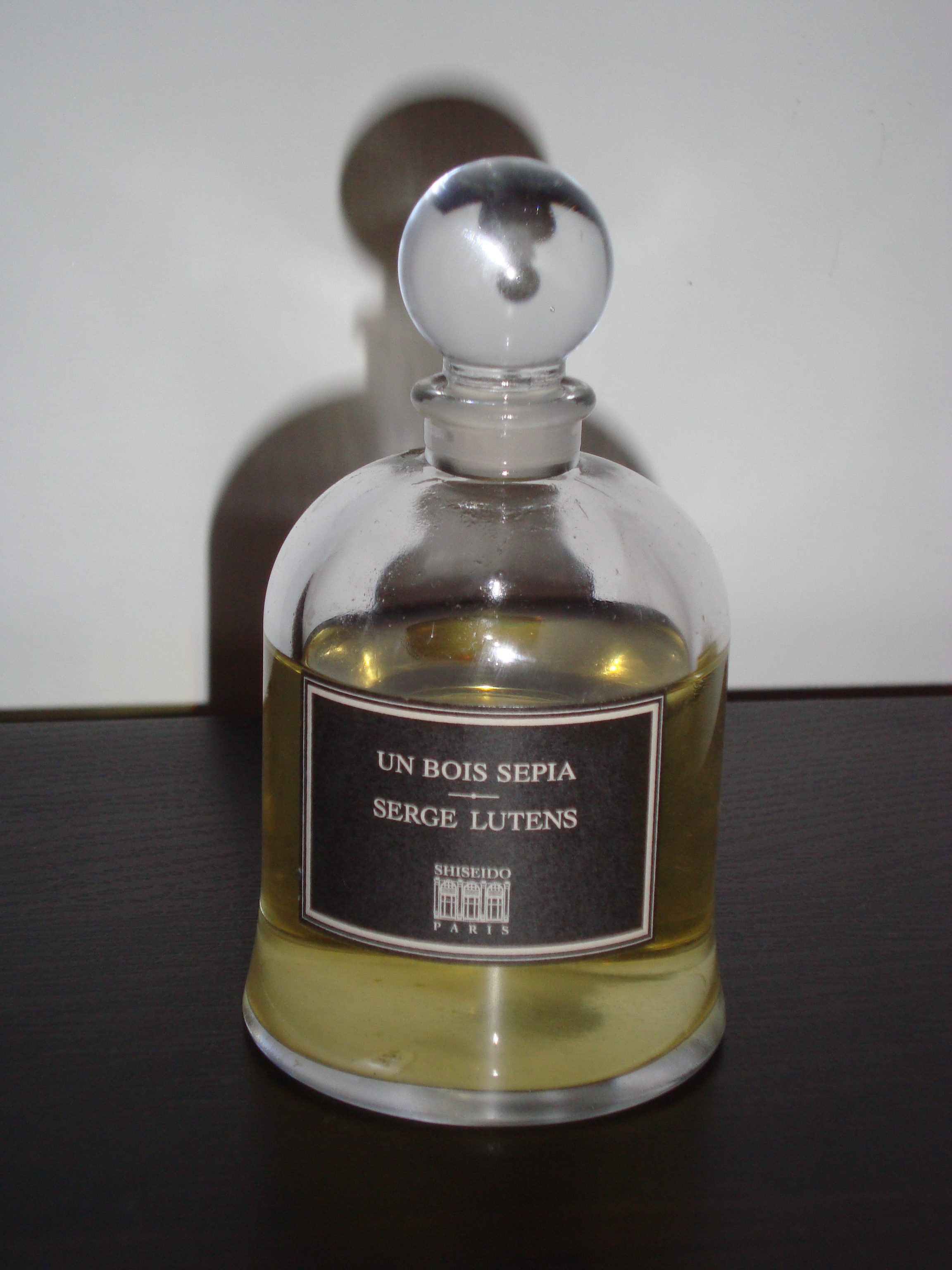
Parfum Un bois sepia

À quatorze ans, Serge Lutens se fait engager comme apprenti dans un grand salon de coiffure et pare, maquille et photographie ses amies. Il présente en 1962 ces premières photographies à Vogue Paris qui lui demande de créer coiffures et maquillages ainsi que des bijoux. D'autres magazines lui offriront de collaborer avec de grands photographes, tels Richard Avedon, Robert Richardson, Irving Penn.
En 1967, la maison Dior lui confie le développement de son maquillage : il imagine une gamme de fards inédits qui lui vaudront d'emblée un grand titre dans Vogue USA : Serge Lutens: Revolution of Make-Up. C'est alors qu'il commence à réaliser ses propres photographies dont une série, inspirée des grands maîtres de la peinture — Monet, Seurat, Picasso, Modigliani —, sera exposée en 1973 au musée Guggenheim de New-York, puis dans d'autres musées du monde.
En 1974, il réalise son premier film, Les Stars, présenté au Festival de Cannes, lors de La Quinzaine des réalisateurs. Un deuxième essai cinématographique, Suaire 1976, sera présenté aux Perspectives du Festival de Cannes. De la conception des produits à la réalisation des visuels et des films publicitaires, une intense période d'activité lui permet d'affirmer son style et de recevoir de nombreux prix : deux Lions d'Or au Festival du film publicitaire, puis en 1990 le Grand Prix du Festival international du Film d'Art parrainé par l'UNESCO.
En 1980, le groupe Shiseido confie à Serge Lutens la mission de repenser son image dans la perspective d'un développement international. Dès 1982, il conçoit le design d'un parfum, Nombre Noir, et décline la conjugaison du noir mat et du noir brillant, préfigurant des codes des années 1990. Son attrait pour la création de parfums remonte à 1968 lors d'un voyage à Marrakech où il s'intéresse aux odeurs orientales du souk et notamment du bois de cèdre. Ce style de senteurs caractérisera dès lors ses créations dont le parfum Féminité du bois, dont la base est essentiellement composée de bois de cèdre, qui rompt avec la traditionnelle segmentation « Hommes/femmes » dans les parfumeries.

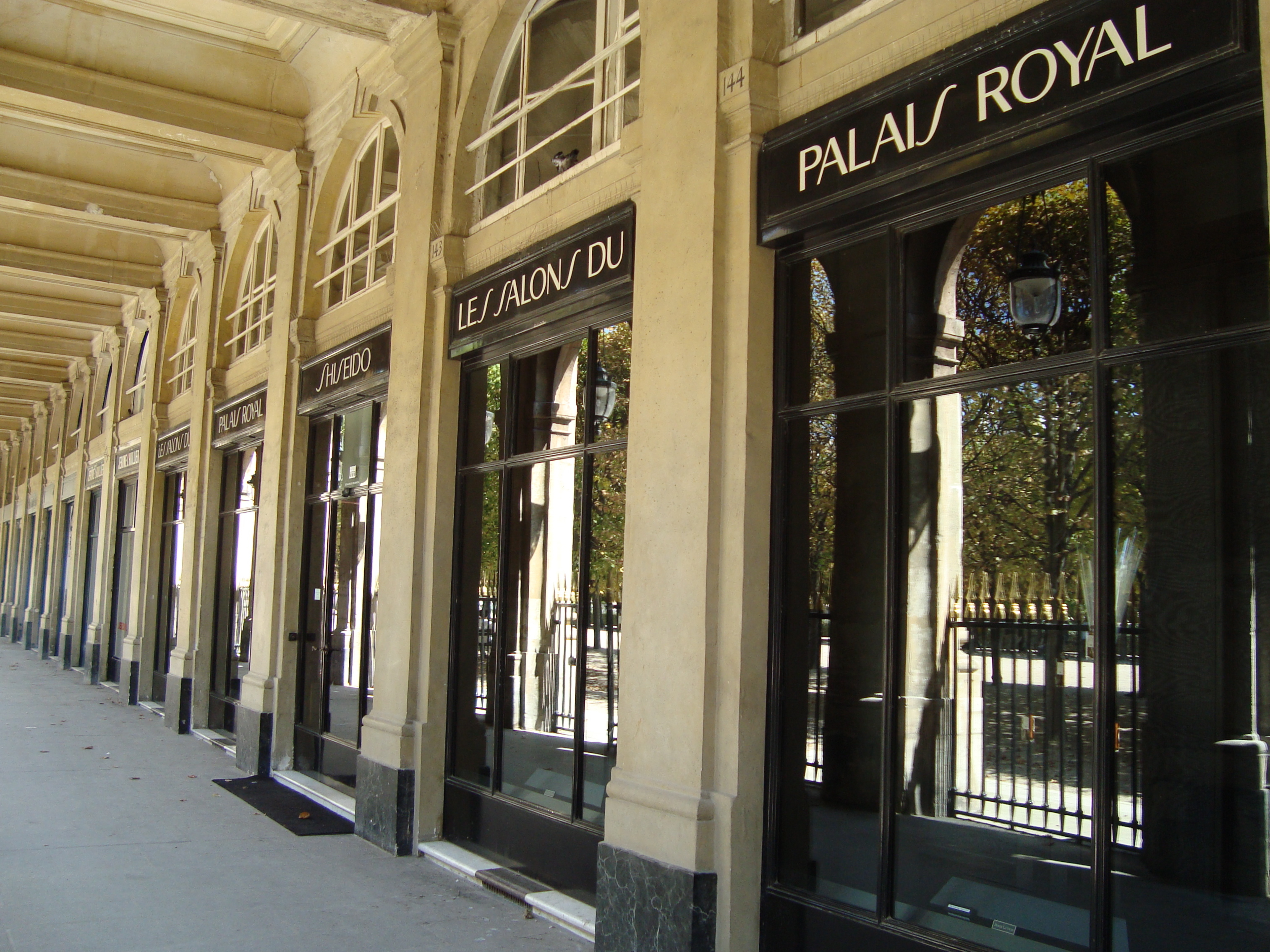
Les Salons du Palais-Royal dans la galerie de Valois.

En 1992, Serge Lutens propose à Shiseido d'ouvrir Les Salons du Palais-Royal, dans la galerie de Valois, pour lesquels il imagine la décoration intérieure et qui constituera l'unique magasin vendant directement ses parfums.
En 2000, au sein du groupe Shiseido naît la marque « Parfums-Beauté Serge Lutens » qui présente des parfums aux noms évocateurs : Ambre Sultan, À la Nuit, Arabie, Sa Majesté la Rose… Ses créations olfactives se voient décerner quatre années de suite, de 2001 à 2004, le FiFi Award du meilleur Concept original. Le Sommet du Luxe le consacre Talent d'Or 2006. En 2007, le ministère de la Culture et de la Communication lui attribue la distinction de commandeur de l'ordre des Arts et des Lettres.
Il conçoit un « labyrinthe olfactif » dans le cadre de « Lille 2004, Capitale Européenne de la Culture » dans lequel il décline les souvenirs des  senteurs  de la ville de son enfance.
Serge Lutens habite à Marrakech au Maroc.

## Produits

### Principaux parfums et eaux
. Santal Majuscule 

. Baptême du feu
- Un bois vanille
- Un bois sepia
- La Fille de Berlin
- Fleurs d'oranger
- Féminité du bois
- Ambre sultan
- Fille en aiguilles
- Bornéo 1834
- Sidi Bel-Abbès
- Chêne
- Tubéreuse criminelle
- De profundis
- Louve
- Serge noire
- L'Innommable
- Cuir mauresque
- Musc Koublai Khan
- Fumerie turque
- Bourreau des fleurs
- Cannibale
- Cracheuse de flammes
- L'Haleine des dieux
- L'Incendiaire
- Renard constrictor
- Veilleur de nuit
- Chergui
- Nuit de cellophane

Eaux
- L'Eau d'armoise
- Santal blanc
- Fleurs de citronnier
- Gris clair
- L'Eau froide
- L'Eau de paille

## Distinction
- Commandeur de l'ordre des Arts et des Lettres (2006)[4]